# Coupe de la Ligue d'Allemagne de football 2007

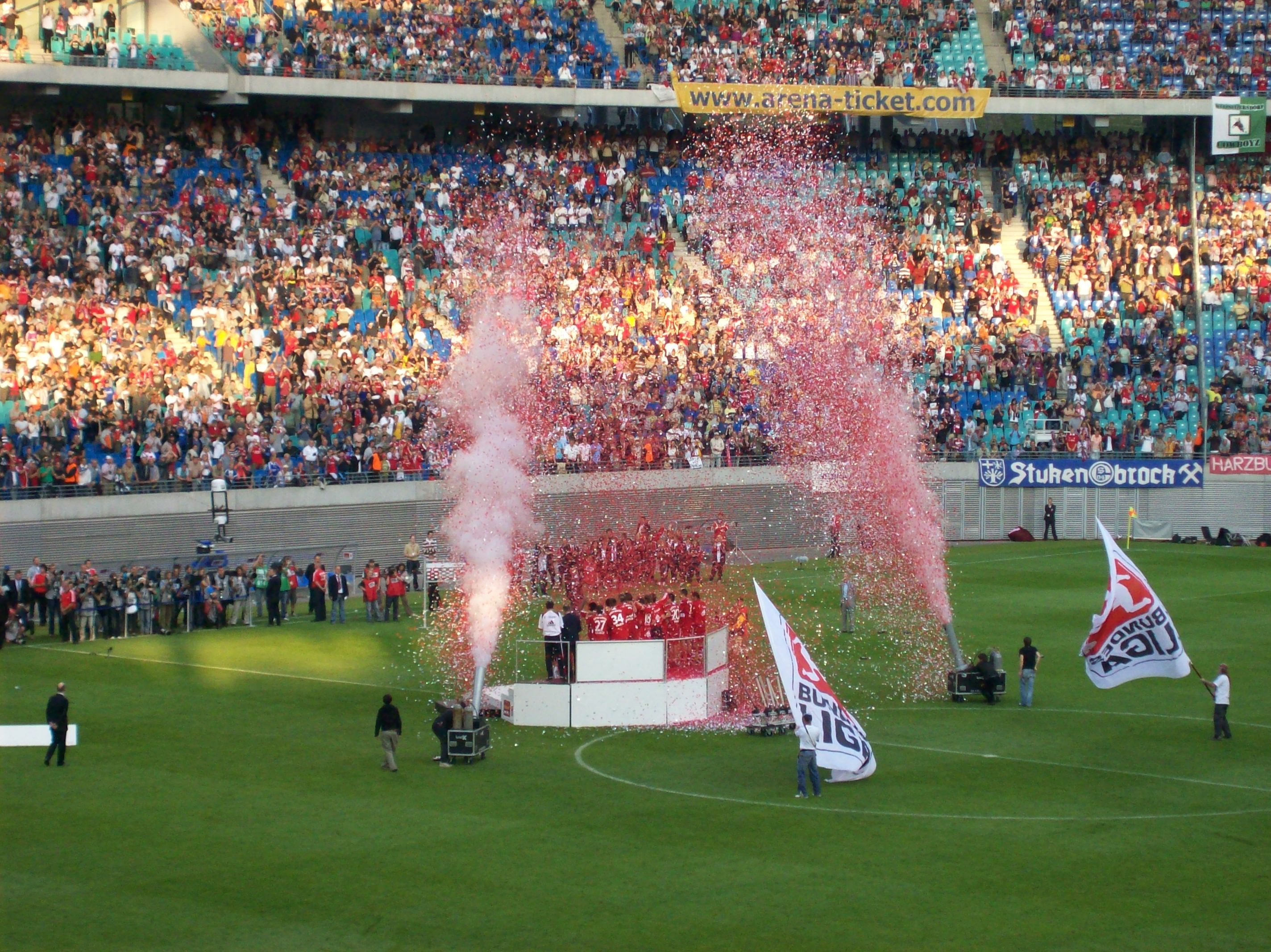
Le Bayern Munich s'est imposé en finale à Leipzig.

La Coupe de la Ligue d'Allemagne de football 2007 est la onzième et dernière édition de la Coupe de la Ligue d'Allemagne.
Le Werder Brême remet son titre en jeu. Cette compétition réunit le champion d'Allemagne sortant, Stuttgart, le vainqueur de la Coupe d'Allemagne, Nuremberg, les clubs classés de la 2e à la 4e place du Championnat (Schalke 04, Werder Brême, Bayern Munich) et le champion de 2e division, Karlsruhe.
Le Bayern Munich s'est imposé en finale face à Schalke 04.

## Tour préliminaire
| 21 juillet 2007 | Schalke 04 | 1 - 0 | Karlsruher SC | LTU Arena, Dusseldorf |  |
|                 |            |       |               |                       |  |

| 21 juillet 2007 | Werder Brême | 1 - 4 | Bayern Munich                                               | LTU Arena, Dusseldorf |  |
|                 | Borowski 9e  |       | Schweinsteiger 24e · Altintop 27e · Ribéry 35e · Ribéry 54e |                       |  |

## Demi-finales
| 24 juillet 2007 | FC Nuremberg | 2 - 4 | Schalke 04 | EasyCredit-Stadion, Nuremberg |  |
|                 |              |       |            |                               |  |

| 25 juillet 2007 | VfB Stuttgart | 0 - 2 | Bayern Munich          | Gottlieb-Daimler-Stadion, Stuttgart |
|                 |               |       | Ribéry 8e · Wagner 66e |                                     |

## Finale
| 28 juillet 2007 | Schalke 04 | 0 - 1 | Bayern Munich | Zentralstadion, Leipzig |
|                 |            |       | Klose 29e     |                         |

Cette compétition ne comprend pas de match pour la troisième place entre les 2 perdants des demi-finales.

## Vainqueur
- Bayern Munich

## Meilleurs buteurs
- Franck Ribéry : 3 buts